# Staatsvermögen
Das Staatsvermögen (auch: öffentliches Vermögen; englisch state assets, französisch domaine privé de l’État) ist in der Finanzwissenschaft der bewertete Bestand an materiellen und immateriellen Gütern, die sich im Eigentum eines Staates befinden. In Bundesstaaten wie Österreich oder Deutschland wird es auch als Bundesvermögen bezeichnet.

## Allgemeines
Das Staatsvermögen steht insbesondere in Zeiten von regelmäßig wiederkehrenden staatlichen Finanzkrisen bei der Veräußerung von Staatseigentum als Möglichkeit zur Erzielung zusätzlicher Staatseinnahmen im öffentlichen Interesse. Insbesondere die dem Staatsvermögen gegenüberstehenden Staatsschulden treten in den Vordergrund der Diskussion, deren Angemessenheit auch von der Höhe des Staatsvermögens abhängt.
Zum Staat (öffentliche Hand) gehören in Deutschland Bund, Länder, Gemeinden, Gemeindeverbände und Sozialversicherungen. Vermögen ist nach Wilhelm Kosegarten entweder Privatvermögen oder öffentliches Vermögen, je nachdem, ob sein Rechtsinhaber eine juristische Person des öffentlichen Rechts oder ein privates Wirtschaftssubjekt ist. Negativ ausgedrückt gehört zum Staatsvermögen nach Friedrich Wilhelm August Murhard alles, „was sich innerhalb des Staatsgebietes befindet und nicht von Staatsangehörigen auf privatrechtlichem Wege als Eigenthum erworben ist“. Der Staatsrechtler Josef Isensee versteht unter Staatsvermögen die „Gesamtheit der geldwerten Güter und Rechte des Staates“. Privatvermögen wird meist intensiver erwerbswirtschaftlich genutzt als Staatsvermögen. Da die öffentlichen Wirtschaftssubjekte nur öffentliche Haushalte erstellen, in denen ausnahmslos Staatseinnahmen und Staatsausgaben verzeichnet sind, gibt es keine Bilanz, in der Staatsvermögen und -schulden verbucht sind.

## Geschichte
Das römische Recht kannte für die verschiedenen Lebensbereiche die den Göttern geweihten Gegenstände (lateinisch res divini iuris), die Sachen im Gemeingebrauch (lateinisch res publicae) wie Straßen, Theater, Plätze und die allen gemeinsam gehörenden Sachen (lateinisch res communes omnium) wie die Luft, fließendes Wasser in Flüssen oder das Meer nebst Meeresstrand. Die beiden letzteren verkörperten die Grundlage dessen, was heute als Staatsvermögen (lateinisch res publicae) gilt. Die res divini iuris wiederum unterteilten sich in die den überirdischen Gottheiten geweihten Sachen (lateinisch res sacrae) wie Tempel und Altäre und die mit einem Leichnam belegten Grabstätten (lateinisch res religiosae).
In Frankreich schuf das Edikt von Moulins vom Februar 1566 unter Karl IX. das unveräußerliche Vermögen des Königs (französisch domaine du roi), das die Rolle des Staatsvermögens übernahm. Das Gesetz der Konstituante vom Dezember 1790 übernahm das Vermögen des Königs in das Staatsvermögen (französisch domaine de l’État) und schuf noch den Begriff des öffentlichen Vermögens (französisch domaine public). Dem König wurde lediglich ein Nutzungsrecht eingeräumt und das Staatsvermögen als veräußerlich erklärt. Der Code civil (CC) vom Februar 1804 unterstellt in Art. 538 CC die dem öffentlichen Gebrauch dienenden Sachen (Straßen, Flüsse, Häfen) dem Staatsvermögen und schließt sie vom Privatvermögen aus. Nach Art. 539 CC erbt der Staat zu Gunsten des Staatsvermögens, wenn es keine gesetzliche Erbfolge gibt. Das gilt nach § 1936 BGB seit Januar 1900 auch in Deutschland.
In seinem Buch Der Wohlstand der Nationen vom März 1776 kritisierte inzwischen der Ökonom Adam Smith, dass in England die der Krone gehörenden Ländereien „nicht einmal ein Viertel der Rente (einbringen), die sie wahrscheinlich erbrächten, wenn sie in Privateigentum stünden“. Er hielt damit Staatsvermögen für unwirtschaftlich. Deshalb plädierte er bis auf Parks, Gärten und Spazierwege für eine Privatisierung dieses Staatsvermögens. Während der Französischen Revolution gab der Staat ab Dezember 1789 die ersten Assignate aus, die Anteilsscheine auf das französische Staatsvermögen darstellten und als gesetzliches Zahlungsmittel fungierten. Konkret handelte es sich beim Staatsvermögen um das vom Staat eingezogene und zum Nationaleigentum erklärte Kirchengut. In der vom Historiker Johann Georg Meusel herausgegebenen Literatur-Zeitung vom Dezember 1799 hielt es ein Artikel für richtig, „dass Staatsvermögen, und also auch Staatskraft, vom Nationalvermögen abhänge“ und dem Staatszweck bestimmt sein müsse.
Jean Baptiste Say ging 1807 davon aus, dass das Privatvermögen durch Ersparnis zunehme, während das Staatsvermögen durch Produktion wachse. Heute weiß man, dass ein Zuwachs des Staatsvermögens durch staatlichen Erwerb von Vermögensgegenständen oder deren Wertsteigerung erfolgt. Die Staatsdomänen dienten Carl von Rotteck zufolge anfänglich der Versorgung des landesherrlichen Hofs und des Militärs. Die Verfassungsurkunde für das Kurfürstentum Hessen vom 5. Januar 1831 definierte Staatsvermögen in § 139 „vornehmlich die bisher bei den Finanz- und anderen Staatsbehörden verwalteten oder nach erfolgter Feststellung dieses Vermögens zur Staatsverwaltung übergehenden Gebäude, Domanial- (Kammer-)Güter und Gesälle, Forste, Jagden und Fischereien, Berg-, Hütten- und Salzwerke, auch Fabriken, nutzbaren Regalien und Rechte, Capitalien und sonstigen Werthgegenstände, welche, ihrer Natur und Bestimmung nach, als Staatsgut zu betrachten sind“. Nach § 140 musste es im Staatshaushalt vollständig verzeichnet sein.
Karl Marx und Friedrich Engels forderten in ihrem im Februar 1848 erschienenen kommunistischen Manifest den Einsatz der Staatsfinanzen zur Umformung der gesamten Wirtschafts- und Gesellschaftsordnung. Als klassische Erwerbsform von Staatsvermögen unter Anwendung der Staatsgewalt gilt die Enteignung, die Marx 1867 als Expropriation der Expropriateure – die Enteignung der Besitzer von Produktionsmitteln durch ökonomische oder politische Gewalt im Interesse einer sozialen Klasse – propagierte. Der Staatsrechtler Lorenz von Stein teilte im Jahre 1860 das gesamte Staatsvermögen in Staatsbesitz und Staatsdomänen ein. Während er unter Staatsbesitz alle ertraglosen Güter verstand, bezeichnete er als Staatsdomänen die „Gesammtheit der für Urproduction und Landwirthschaft bestimmten Staatsgüter“ (also Land- und Forstwirtschaft, Bergbau und Fischerei). „Gesälle“ nannte er alle Einnahmen aus Staatsdomänen, also Lehen und Pacht. Die heute verwendete Terminologie geht auf Paul Laband zurück, der im Jahre 1891 die Begriffe „Verwaltungsvermögen“ und „Finanzvermögen“ als Bestandteile des Staatsvermögens prägte. Er fasste das Verwaltungsvermögen als „Inventar des Staates“ zusammen.
In England gehört das eigentliche Staatsvermögen weder der Krone noch dem englischen Staat, denn dieser ist keine juristische Person und damit kein Rechtssubjekt. Vielmehr gehört es einer Reihe von Behörden, die es als Verwaltungsvermögen nutzen (englisch trust for the people). Es gehört ihnen jedoch nur in ihrer Eigenschaft als Treuhänder für und zum Nutzen der Nation (englisch Trustees). Viele Staaten machten das Staatsvermögen zum Gegenstand eigenständiger Gesetze oder berücksichtigten es in vorhandenen Gesetzen. In Österreich bezeichnet seit Januar 1812 das ABGB die zum Gebrauch der Bürger dienenden Sachen als öffentliches Gut, was zur Deckung der Staatsbedürfnisse dient (Münzregal, Österreichische Post, Bergwerke, Steuern und Zölle) heißt Staatsvermögen (§ 287 ABGB). In der Schweiz trat im Mai 1895 ein „Gesetz betreffend das Staatsvermögen, die Gemeindegüter und die direkten Steuern“ in Kraft, das in § 16 das gesamte Staatsvermögen von der Besteuerung ausnahm. Der Rechtswissenschaftler Edgar Tatarin-Tarnheyden definierte 1932 Staatsvermögen als „die Gesamtheit von Sachwerten, die ihre rechtlich bestimmte Einheit in ein und demselben Hoheitssubjekt – hier dem Staate – als dem zur Verfügung über diese Sachwerte Befugten finden“. Bis ins späte 19. Jahrhundert gab es dem Staat gehörende Staatsdomänen und das im Eigentum von Königen, Kaisern oder Fürsten stehende Kammergut. Israel erließ im Februar 1951 das „State property Law 5711-1951“, das unter anderem auch alles Land mit unklaren Eigentumsverhältnissen dem Staat übertrug.
Das Staatseigentum („Volkseigentum“) spielte im Kommunismus nach 1945 eine entscheidende Rolle in der Vermögensverteilung, denn der gesamte Ostblock und andere sozialistische Staaten verstärkten die Verstaatlichung aller Produktionsmittel, verfügten dadurch über das wesentlichste Vermögen und überließen den nicht-staatlichen Wirtschaftssubjekten nur wenig Privateigentum (Privatvermögen wie Hausrat, Kleingrundstücke). Privateigentum war dort eine Residualgröße. Während dieser Zeit waren Staatsgüter im Ostblock weit verbreitet und existierten dort neben Genossenschaftsbetrieben, so in der Sowjetunion als Sowchosen (russisch Sowjetwirtschaften) neben den genossenschaftlichen Kolchosen (russisch Kollektivwirtschaften) oder in der DDR als Volkseigene Güter (VEG) neben den genossenschaftlichen Landwirtschaftlichen Produktionsgenossenschaften (LPG).

### Verwaltungs- und Finanzvermögen der ehemaligen DDR
In den 1980er-Jahren befand sich beispielsweise etwa 98 % des gesamten Produktivvermögens der DDR im Volkseigentum, darunter etwa 8000 Volkseigene Betriebe (VEB) und Kombinate. Vollständig in Volkseigentum überführt wurden in der DDR Bodenschätze, Bergwerke, Gewässer, Kraftwerke, Banken, Versicherungen, Transportmittel, Verkehrswege, Luftfahrt, Schifffahrt, Post- und Fernmeldewesen sowie alle Industriebetriebe. Etwa 50 % der Liegenschaften standen im direkten Volkseigentum. Dazu kamen noch andere, oftmals landwirtschaftlich genutzte Flächen, die Gegenstand sonstigen sozialistischen Eigentums waren. Damit avancierte das Staatsvermögen in sozialistischen Volkswirtschaften auch als ökonomisches Machtmittel, das der Staat als Ursprung auch der politischen Macht ansah.

#### Einigungsvertrag
Bedeutsam wurde die Unterscheidung zwischen Verwaltungs- und Finanzvermögen auch im Hinblick auf die Verteilung des volkseigenen Vermögens der ehemaligen DDR gemäß Art. 21 (Verwaltungsvermögen) und Art. 22 (Finanzvermögen) des Einigungsvertrages (EV). Nach Art. 22 Abs. 1 EV ist das Finanzvermögen der ehemaligen DDR durch Bundesgesetz auf den Bund und die in Art. 1 EV genannten neuen Länder hälftig aufzuteilen.

#### Abschließende Regelung zum Finanzvermögen
Die Länder gehen nach jahrelangen Verhandlungen von einem Nettowert von ca. 3,5 Milliarden € aus, der Bund von einem Fehlbetrag in Höhe von ca. 4 Milliarden €. Ende 2012 haben sich Bund und Länder auf einen „Staatsvertrag über die abschließende Aufteilung des Finanzvermögens gemäß Art. 22 des Einigungsvertrages zwischen dem Bund, den neuen Ländern und dem Land Berlin (Finanzvermögen-Staatsvertrag)“ geeinigt. Am 6. März 2013 hat die Bundesregierung den „Entwurf eines Gesetzes zu dem Staatsvertrag vom 14. Dezember 2012 über die abschließende Aufteilung des Finanzvermögens gemäß Art. 22 des Einigungsvertrages zwischen dem Bund, den neuen Ländern und Berlin (Finanzvermögen-Staatsvertrag) und zur Änderung der Bundeshaushaltsordnung“ eingebracht. Art. 1 enthält die Zustimmung zum Staatsvertrag, während Art. 2 eine inhaltlich hiermit nicht in Zusammenhang stehende Änderung der Bundeshaushaltsordnung vorsieht. Der Finanzvermögen-Staatsvertrag trat nach Art. 9 Satz 2 des Gesetzes am 4. Juli 2013 in Kraft.

### Weitere Entwicklung
In den marktwirtschaftlichen Staaten entstand in den 1970er Jahren mit Privatisierungen eine Gegenbewegung, die zu einer Verminderung des Staatsvermögens führte und damit die nicht-staatlichen Sektoren stärkte. In Deutschland privatisierte der Staat zwischen 1987 und 1989 die VEBA, Volkswagen AG, VIAG oder Lufthansa. Die Wiener Konvention über die Staatennachfolge in Vermögen, Archive und Schulden von Staaten (WÜStStV) vom 7. April 1983 regelt den Übergang von Staatsvermögen und Staatsschulden auf einen rechtsnachfolgenden Staat. Dabei geht das Staatsvermögen des untergegangenen Staats insgesamt auf den aufnehmenden Staat über.
Das Staatsvermögen wird in Art. 8 WÜStStV als „Vermögen, Rechte und Interessen“ definiert, die gemäß innerstaatlichem Recht dem Staat gehören.

## Arten
Das gesamte Staatsvermögen setzt sich aus dem Verwaltungs- und dem Finanzvermögen zusammen. Das Verwaltungsvermögen gilt als unveräußerlich (lateinisch Res extra commercium) und besteht aus den unmittelbar der Erfüllung der öffentlichen Aufgaben und öffentlichen Zwecken dienenden Anlagen wie Straßen, Flüsse, Kanäle, Meeresanteile, Inseln, Verwaltungsgebäude, Schulen oder Krankenhäuser. Dabei dient das interne Verwaltungsvermögen dem internen Gebrauch durch die Staatsorganisation (Verwaltungsgebäude, Fuhrpark, militärische Anlagen), während das externe Verwaltungsvermögen (Infrastruktur, Wald, Behörden, Schulen, Friedhöfe) der Bevölkerung zur Verfügung steht. Das Finanzvermögen setzt sich zusammen aus Betriebsvermögen, Kapitalbeteiligungen oder Forderungen (Devisenbestände, Goldbestände, Sonderziehungsrechte, Wertpapiere). Das Verwaltungsvermögen ist einer Kommerzialisierung entzogen, zumal für viele seiner Bestandteile kein aktiver Markt existiert und ein Verkehrswert nicht vorhanden ist. Das Finanzvermögen dient nicht direkt den Staatszwecken, sondern versetzt die Regierung in die Lage, durch seinen Kapitalwert oder seine Erträge einen Teil der aus den staatlichen Aufgaben entstehenden Kosten zu bestreiten. Das Finanzvermögen erleichtert damit die Erfüllung der Staatsaufgaben.
Mit einer Ausnahme befindet sich dieses Staatsvermögen auf dem Territorium des Rechtssubjektes Staat. Ausnahme bilden dessen Botschaften im Ausland, die dort als exterritorial gelten und zum Staatsvermögen eines anderen Staats gehören.

## Rechtsfragen
Nach der Drei-Elemente-Lehre umfasst ein Staat ein gemeinsames, durch ausgeübte Gebietshoheit abgegrenztes Staatsgebiet, ein dazugehöriges Staatsvolk und die Machtausübung über dieses. Das Staatsvermögen ist damit kein definitorisches Element der Drei-Elemente-Lehre, doch ist es implizit im Staatsgebiet enthalten, zu welchem dem Staatsrechtler Johann Ludwig Klüber zufolge die Landfläche mit ihren originären wesentlichen Bestandteilen Wald- und Wiesenflächen, Wüsten und sonstiges Brachland, Flüsse, Seen und Anteile am Meer nebst Inseln gehören. Durch Bauwesen entstand die Infrastruktur wie Straßen, Wege, Kanäle oder Versorgungsleitungen. Der Staat muss sich jedoch als Rechtssubjekt konstituieren und als juristische Person des öffentlichen Rechts ausweisen, um am Rechtsverkehr teilnehmen zu können und als Vermögensträger Inhaber von Vermögensrechten zu sein.
Das Staatsvermögen ist in Deutschland als Bestandteil öffentlicher Gewalt grundrechtlich gebunden. Zwei Gesetzesbestimmungen verlangen die Ermittlung des Staatsvermögens. Nach Art. 114 Abs. 1 GG hat der Bundesfinanzminister dem Bundestag und dem Bundesrat über alle Staatseinnahmen und Staatsausgaben sowie über das Vermögen und die Schulden im Laufe des nächsten Rechnungsjahres zur Entlastung der Bundesregierung Rechnung zu legen. Da nach § 80 Abs. 3 BHO auch eine Vermögensrechnung aufzustellen ist, definierte im Jahre 2006 das Bundesfinanzministerium wie folgt: „Unter Vermögen des Bundes ist grundsätzlich die Gesamtheit der im Eigentum des Bundes stehenden Sach- und Geldwerte einschließlich der Rechte und Forderungen mit Ausnahme der lediglich kassen- und haushaltsmäßig abzuwickelnden Bestände zu verstehen“. Gemäß den „Verwaltungsvorschriften für die Buchführung und die Rechnungslegung über das Vermögen und die Schulden des Bundes“ (VV-ReVuS) werden beim deutschen Staatsvermögen alle staatlichen Grundstücke (siehe auch: Allgemeines Grundvermögen), Liegenschaften im Gemeingebrauch (Bundesautobahnen, Bundesstraßen, Kanäle/Schifffahrtswege; einschließlich Brücken), Bundesbetriebe, Beteiligungen, Forderungen, Wertpapiere und Geldanlagen berücksichtigt. Nach § 63 BHO dürfen Vermögensgegenstände nur erworben oder veräußert werden, soweit sie zur Erfüllung der Aufgaben des Bundes in absehbarer Zeit erforderlich sind bzw. nicht benötigt werden. Das GG befasst sich mit dem Staatsvermögen ansonsten nur fragmentarisch. So bestimmt Art. 134 Abs. 1 GG, dass das Vermögen des Reiches (Aufteilung des Reichsvermögens nach dem Grundgesetz) grundsätzlich Bundesvermögen wird und regelt auch die Aufteilung auf das Landes- und Gemeindevermögen (Art. 134 Abs. 2 und 3 GG). In Art. 135 GG stehen Vermögensregelungen im Falle der Änderung der Landeszugehörigkeit eines Gebietes.
Der Haushaltsplan erfasst Staatsvermögen nur, soweit es für die zu erwartenden Einnahmen, die zu leistenden Ausgaben und die voraussichtlich benötigten Verpflichtungsermächtigungen erheblich ist (§ 26 Abs. 2 BHO). Das Staatsvermögen ist vor dem Zugriff der Gläubiger geschützt, denn die Zwangsvollstreckung gegen den Bund oder ein Land wegen einer Geldforderung setzt die Ankündigung durch den Gläubiger und eine Wartefrist von vier Wochen voraus (§ 882a Abs. 1 ZPO). Vollstreckungsschutz genießen die der Erfüllung öffentlicher Aufgaben dienenden Gegenstände und Sachen, deren Veräußerung ein öffentliches Interesse entgegensteht (etwa Kunstwerke, Archive, Bibliotheken; § 882a Abs. 2 ZPO). Der Schuldnerschutz erstreckt sich auch auf Körperschaften, Anstalten und Stiftungen des öffentlichen Rechts (§ 882a Abs. 3 ZPO). Bund, Länder und Gemeinden sind nach § 12 Abs. 1 Nr. 1 und 2 InsO insolvenzunfähig, so dass über das Staatsvermögen auch kein Insolvenzverfahren zulässig ist.
Das Staatsvermögen muss von den Staatsschulden abgegrenzt werden, die dem Vermögen als selbständige Kategorie gegenüberstehen. Das Staatsvermögen ist volkswirtschaftlich stets nur auf die Aktivseite einer gedachten Bilanz bezogen. Verfassungsrechtlich hingegen werden die Verbindlichkeiten nach Art. 134 GG in das Staatsvermögen einbezogen, auch wenn aus sich aus dem Wortlaut („das Vermögen des Reiches wird grundsätzlich Bundesvermögen“) nicht eindeutig feststellen lässt, ob der Begriff „Vermögen“ die Schulden miterfasst.

## Volkswirtschaftliche Aspekte
Das Staatsvermögen repräsentiert die materielle Staatsmacht, insbesondere im Vergleich zu anderen Staaten. Es gilt strukturell als die Ausprägung einer elementaren Eigenschaft der Staatsgewalt – ihrer Souveränität. Dem Staatsvermögen stehen die Staatsschulden gegenüber. Aus beiden Größen (und dem hier nicht betrachteten Bruttoinlandsprodukt) lassen sich volkswirtschaftliche Kennzahlen ableiten, die die Schuldentragfähigkeit eines Staats wiedergeben. Als absolute Größe ist das Staatsvermögen ungeeignet, erst der Vergleich mit den Staatsschulden führt zur Aussagekraft. Die Netto-Staatsverschuldung ergibt sich, wenn man vom Staatsvermögen die Staatsschulden abzieht:
{\displaystyle {\text{Netto-Staatsverschuldung}}={\text{Staatsvermögen}}-{\text{Staatsschulden}}}
Weltweit gibt es einige „hochverschuldete Staaten“ (siehe Griechische Staatsschuldenkrise), bei denen die Staatsschulden höher sind als das vorhandene Staatsvermögen; hier liegt formal Überschuldung vor, die zum Staatsbankrott führen kann:
{\displaystyle {\text{Staatsüberschuldung}}={\text{Staatsvermögen}}<{\text{Staatsschulden}}}
Eine Überschuldung stellt sich ein, wenn Gläubiger die Fähigkeit zur Bedienung der Staatsschulden vermehrt anzweifeln. Dies wird häufig verursacht durch einen bestehenden hohen Schuldenstand und durch ein dauerhaftes Ungleichgewicht zwischen zu niedrigen Staatseinnahmen und zu hohen Staatsausgaben.
Die Schuldenquote ergibt sich durch Gegenüberstellung von Staatsschulden und Staatsvermögen:
{\displaystyle {\text{Schuldenquote}}={\frac {\text{Staatsschulden}}{\text{Staatsvermögen}}}\cdot 100\,\%}
Liegt diese Quote über 100 %, handelt es sich ebenfalls um Überschuldung. Zum Abbau der Staatsschulden bietet sich die Veräußerung von Staatsvermögen (Häfen, Staatsbahnen) etwa im Wege des Sale-Lease-Back oder des umstrittenen Cross-Border-Leasing an. Das Staatsvermögen wird durch diese Privatisierungen vermindert (wenn kein Aktivtausch vorliegt) und durch Verstaatlichungen oder staatlichem Erwerb von Vermögen erhöht (wenn dies durch Kreditaufnahme geschieht). Allerdings scheitert die Genauigkeit dieser Kennzahlen daran, dass es international lediglich Angaben zum Finanzvermögen als Teil des Staatsvermögens gibt, so dass der nicht-kommerzielle Teil des Staatsvermögens unberücksichtigt bleibt.
Dass als Staatsvermögen meist nur das Verwaltungs- und Finanzvermögen der staatlichen Institutionen aufgeführt wird, liegt an den Schwierigkeiten, die sich aus der Bewertung vieler Vermögensgüter des Gemeingebrauchs ergeben.

## Statistik
Bund und Länder legen jährlich über ihr Finanzvermögen in den Haushalts- und Vermögensrechnungen Rechenschaft ab. Eine Statistik über das öffentliche Vermögen gibt es nur teilweise. In der Rechnung des Statistischen Bundesamts umfasst das Finanzvermögen Kassenbestände und Einlagen, Wertpapiere, Kredite im nicht-öffentlichen Bereich sowie sonstige Forderungen. Nicht einbezogen werden Anteilsrechte und Finanzderivate. Aufgrund europäischer Vorgaben wird seit 2015 das Finanzvermögen aller Holdinggesellschaften des Staatsektors in die Vermögensbestände einbezogen.
Zu berücksichtigen ist, dass die Entwicklung beim Bund und den Ländern durch den Portfolioabbau bei den Bad Banks mitgeprägt wurde. Das öffentliche Finanzvermögen (Bund, Länder, Gemeinden/Gemeindeverbände und Sozialversicherung einschließlich aller Extrahaushalte) beim nicht-öffentlichen Bereich belief sich zum Jahresende 2015 auf 555,5 Milliarden Euro und lag damit um 3,1 % höher als im Vorjahr. Zum nicht-öffentlichen Bereich zählen Kreditinstitute und private Nichtbanken sowie der sonstige ausländische Sektor. Auf den Bund entfielen 39,7 %, auf die Länder 24,1 %, auf die Sozialversicherungen 22,5 % und auf die Gemeinden 13,7 % des öffentlichen Finanzvermögens. Das Staatsvermögen der Bundesrepublik (einschließlich Sonder- und Treuhandvermögen) belief sich 2015 auf 262,7 Mrd. Euro, dem Staatsschulden in Höhe von 1.817,7 Mrd. Euro gegenüberstanden.